# رؤیا عرب
رؤیا عرب (زاده ۱۳۴۶ تهران) نوازنده و باستان‌شناس ایرانی ساکن انگلستان است.

## حرفه موسیقی
رویا عرب در تهران، زاده شد. آواز را در اطراف لندن در اوایل و اواسط دهه ۱۹۹۰ میلادی آموخت. هنگامی که در سال ۱۹۹۴ به عنوان عضوی از آیلند رکوردز، اولین آلبومش لوندینیوم (به انگلیسی: Londinium) در سال ۱۹۹۶ منتشر شد، وی اولین زن ایرانی بود که از مجوز عقد قرارداد معاملات انتشار و ضبط دریافت کرد. ا
در سال ۲۰۰۹ وی با خوانندگان ایرانی‌تبار، هیچ‌کس و اش کوشا در تور اروپایی همکاری کرد و تک آهنگ «موی پریشون» را ارائه کردند. همچنین وی در شب یلدای سال ۱۳۹۰ در کنسرتی به همراه هیچ‌کس، آهنگ کشتارگاه (به انگلیسی: Killing Field) را روی سن برد که پس از انتشار آن در ایران بسیار مورد استقبال قرار گرفت.

### آلبوم‌ها
1. ۱۹۹۶ - آلبوم: Londinium
2. ۱۹۹۸ - آلبوم:  Grooverider, Mysteries of funk,Rainbows of Colour
3. ۱۹۹۸ - آلبوم:  like weather,Blue Grace
4. ۱۹۹۹ - آلبوم:  Naab, L’Etranger,L’etranger
5. ۲۰۰۰ - آلبوم:  Zend Avesta, Organique,A la Maniére
6. ۲۰۰۰ - آلبوم:  Leila, Courtesy of Choice Different time
7. ۲۰۰۸ - آلبوم:  Leila, Blood, looms and blooms,Daisies, Cats and Spacemen
8. ۲۰۱۰ - تک آهنگ:  Think Before you Do
9. ۲۰۱۱ - تک آهنگ:  Dear Leader/s
10. ۲۰۱۱ - تک آهنگ:  I Ran
11. ۲۰۱۱ - تک آهنگ:  I believe in dreams
12. ۲۰۱۱ - تک آهنگ:  Our Homelands
13. ۲۰۱۱ - تک آهنگ:  Killing fields
14. ۲۰۱۱ - تک آهنگ:  Strangled Screams I
15. ۲۰۱۱ - تک آهنگ:  Strangled Screams II
16. ۲۰۱۱ - تک آهنگ:  IF
17. ۲۰۱۱ - تک آهنگ:  A good day will come
18. ۲۰۱۱ - تک آهنگ:  Tactical Light

## تحصیلات
رویا عرب در مدرسه مکتب تربیت در تهران، در مدارس تابستانی مونتانا سوئیس و سنت ژرژ در اسکات تحصیلات ابتدایی و متوسطه خود را طی کرد. پس از انقلاب ۱۳۵۷، وی یک سال یک دوره آموزشی مبانی حق نشر را گذراند.
وی برای تکمیل تحصیلات خود، «دوره کارشناسی باستان‌شناسی و کارشناسی ارشد باستان‌شناسی» در سال ۲۰۰۰ به انستیتوی باستان‌شناسی (UCL) پیوست و از سال ۲۰۰۸ تا ۲۰۱۵ به عنوان همکار تحقیقات افتخاری فعالیت کرد. او در حال حاضر در حال تحقیق دربارهٔ موسیقی در فیلم‌های ایرانی و آنچه که آن در مورد نگرش جامعه به موسیقی و موسیقی نوازی نشان می‌دهد، است. در سال ۲۰۲۰ وی به عنوان عضو دانشیار SMEI و CIS در دانشکده مطالعات شرقی و آفریقایی(SOAS)، دانشگاه لندن منصوب شد.
او همچنین گزارش‌ها و مقالات مختلفی را در مورد وضعیت سیاسی و فرهنگی خاورمیانه و شمال آفریقا از جمله مقالاتی در مجله counterpunch و رسانه‌های گروهی نوشته‌است. به عقیده وی، فرهنگ مردم ایران با فرهنگ مردم عرب خاورمیانه فصل‌های مشترکی دارد که می‌توان به وسیله آن، قیاس‌هایی انجام داد.